# Max Habermann
Max Habermann (* 21. März 1885 in Altona; † 30. Oktober 1944 in Gifhorn) war Buchhändler, Gewerkschafter und gehörte zum engeren Kreis des deutschen Widerstandes vom 20. Juli 1944. Er war mit Anni Stoffers verheiratet und hatte mit ihr zwei Töchter und fünf Söhne.

## Leben

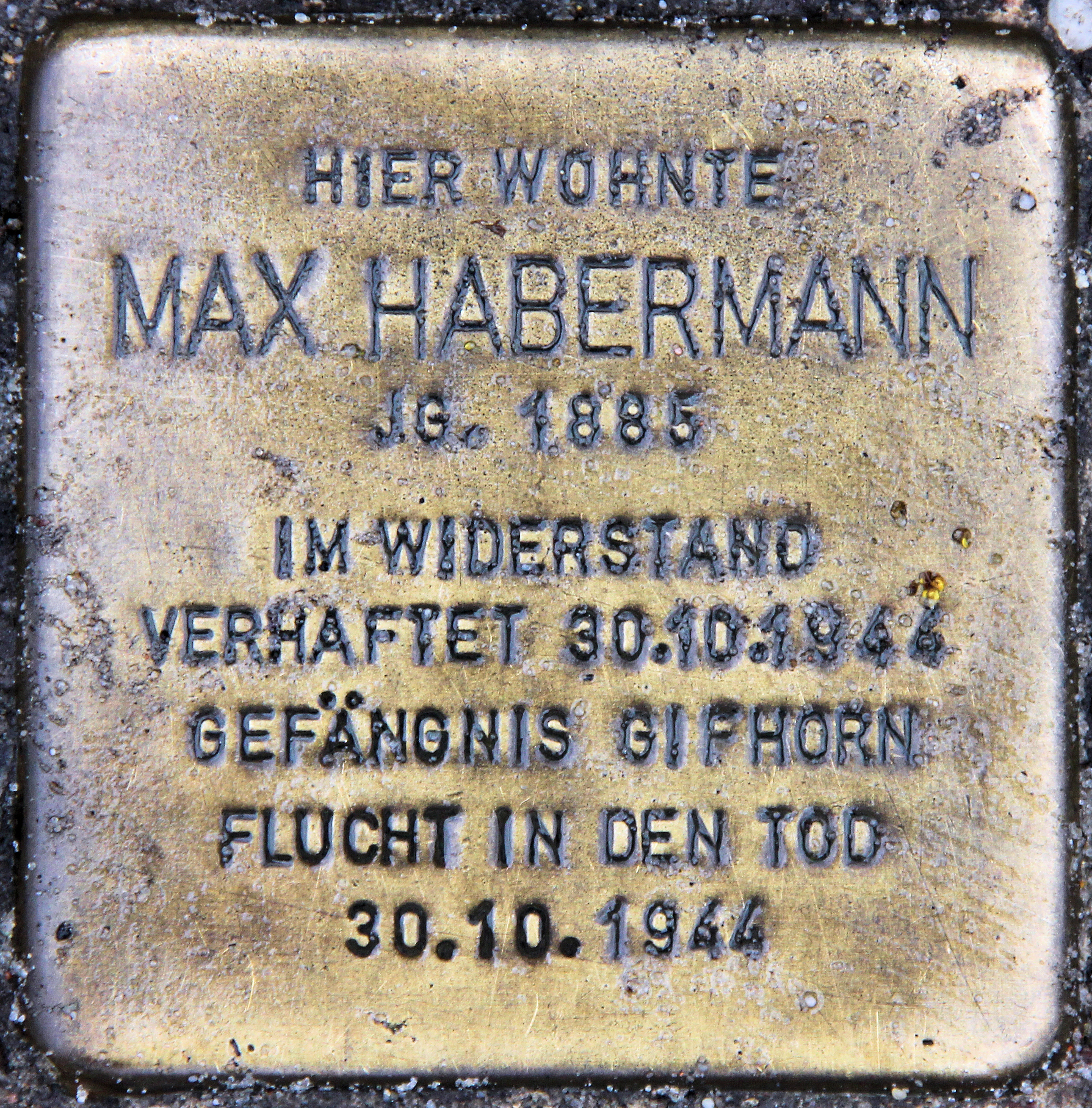
Stolperstein vor dem Haus, Ostpreußendamm 51, in Berlin-Lichterfelde

Nachdem Max Habermann eine Berufsausbildung als Buchhändler absolviert hatte, engagierte er sich ab dem Jahr 1907 zunächst als Mitglied und später als Vorstand im Deutschnationalen Handlungsgehilfenverband (DHV). Darüber hinaus war er Vorstandsmitglied des Gesamtverbandes Christlicher Gewerkschaften. Im April 1933 wurde Habermann von den Nationalsozialisten aus seinen Ämtern entfernt und unter Hausarrest gestellt, weil er aus tiefer Überzeugung den Nationalsozialismus ablehnte.
Diese Ablehnung Habermanns gegenüber dem Nationalsozialismus steigerte sich durch die offene Gewaltbereitschaft des Regimes im sogenannten Röhm-Putsch des Jahres 1934. Von diesem Zeitpunkt an sammelte er in seinem Berliner Büroartikelgeschäft (gegründet 1934) Oppositionelle aus der christlichen Gewerkschaftsbewegung und knüpfte Kontakte auch zu anderen Widerstandsgruppen, so ab dem Winter 1934/35 zu den Kreisen um Jakob Kaiser und Wilhelm Leuschner, mit denen er eine künftige Einheitsgewerkschaft plante, die nach dem Sturz des NS-Regimes verwirklicht werden sollte. Ab dem Jahr 1938 hatte Habermann auch Verbindungen zur Opposition in der Wehrmacht.
Nachdem das Attentat auf Adolf Hitler und damit der Umsturzversuch am 20. Juli 1944 scheiterte, versteckte sich Max Habermann zunächst bei Freunden in Bielefeld. Da das Risiko von Bombenangriffen auf Bielefeld zunahm, konnte Habermann dort nicht länger bleiben. Freunde fanden ein neues Versteck für ihn bei einer Bauernfamilie im Kreis Soest, Vertrauten des Münsteraner Bischofs Graf v. Galen  und zuverlässigen Gegnern des Naziregimes. Bei ihnen blieb Habermann incognito als Landarbeiter. Weil er jedoch unbedingt vom Schicksal seiner Angehörigen erfahren wollte, verließ er sein Versteck – ohne Not und entgegen dem ausdrücklichen Rat seiner Beschützer – und suchte seine Ehefrau auf. Dabei wurde er von der Gestapo gefangen genommen und in das Gerichtsgefängnis Gifhorn verschleppt. In der Nacht nach seiner Festnahme beging er Suizid, um die Namen der bis dahin noch lebenden Beteiligten des Attentates vom 20. Juli 1944 nicht unter Folter preisgeben zu müssen.

## Ehrungen
In Gifhorn, Hamburg-Lohbrügge, Bonn, Bielefeld und Karlsruhe wurden Straßen nach dem Widerständler benannt. In der Nähe der Berliner Gedenkstätte Plötzensee erinnert die Habermannzeile an ihn.
In Berlin-Lichterfelde befindet sich ein Stolperstein vor dem Haus Ostpreußendamm 51, in dem Max Habermann gewohnt hat.